# Inanimate Existence
Inanimate Existence ist eine US-amerikanische Technical- und Brutal-Death-Metal-Band aus Santa Cruz, Kalifornien, die im Jahr 2010 gegründet wurde.

## Geschichte
Die Band wurde im Jahr 2010 gegründet und bestand aus dem Sänger Cameron Porras, dem Schlagzeuger Ron Casey, dem Bassisten Nick Willbrand und den Gitarristen Taylor Holt und Joel Guernsey. Bereits kurz nach der Gründung verließen Holt und Willbrand die Band wieder. Als Ersatz kam der Bassist Ivan Munguia und der Gitarrist Ian Rittmaster zur Besetzung. Im August begab sich die Gruppe ins Studio, um ein Demo aufzunehmen, das die zwei Lieder The Discarnate Self Paradox und Iguanid Labyrinth umfasste. Aufgrund von Komplikationen bei den Aufnahmen wurde der Tonträger jedoch nie veröffentlicht. Danach kam Mitch Yoesle als neuer Bassist zur Band. Daraufhin erreichte die Gruppe einen Vertrag bei Unique Leader Records, worüber das Debütalbum Liberation Through Hearing erschien. Der Tonträger wurde in den Castle Ultimate Studios unter der Leitung von Zack Ohren (Decrepit Birth, Suffocation, All Shall Perish) im März 2012 aufgenommen. Das Album erschien im Juli desselben Jahres, wobei hierauf auch Matt Sotello von Decrepit Birth als Gastmusiker zu hören war. Danach folgten Auftritte zusammen mit Disgorge, Severed Savior, Arkaik, Fallujah, Son of Aurelius, Putrid Pile und Vehemence. Danach schrieb die Gruppe an ihrem zweiten Album. Im November 2013 kam Riley McShane als neuer Sänger zur Band, woraufhin Porras zur E-Gitarre wechselte. Für das Jahr 2014 ist die Veröffentlichung des zweiten Albums A Never-Ending Cycle of Atonement geplant, worauf Scott Bradley als neuer Bassist zu hören sein soll.

## Stil
Laut Witness to the Void von technicaldeathmetal.com spiele die Band Brutal- und Technical-Death-Metal, vergleichbar mit dem von Burning the Masses und Arkaik, wobei dem sich der Gesang meist im tieferen Bereich bewege. Zudem sei der Einsatz von Doublebass charakteristisch, während die E-Gitarren einen avantgardistischen und progressiven Klang hätten, der mit Burning the Masses zu vergleichen sei. Die instrumentalen Interludien würden zudem an die alten Werke von Earth erinnern.

## Diskografie
- 2012: Liberation Through Hearing (Album, Unique Leader Records)
- 2014: A Never-Ending Cycle of Atonement (Album, Unique Leader Records)
- 2016: Calling from a Dream (Album, Unique Leader Records)
- 2017: Underneath a Melting Sky (Album, The Artisan Era)
- 2019: Clockwork (Album, The Artisan Era)
- 2022: The Masquerade (Album, The Artisan Era)